# Chalumanayakanahalli, Mulbagal
Chalumanayakanahalli là một làng thuộc tehsil Mulbagal, huyện Kolar, bang Karnataka, Ấn Độ.